# Scharrachbergheim-Irmstett
Scharrachbergheim-Irmstett település Franciaországban, Bas-Rhin megyében. Lakosainak száma 1320 fő (2022. január 1.). Scharrachbergheim-Irmstett Bergbieten, Dahlenheim, Odratzheim, Soultz-les-Bains és Traenheim községekkel határos.

## Népesség
A település népessége az elmúlt években az alábbi módon változott:
| Lakosok száma | 1166 | 1192 | 1263 | 1215 | 1223 | 1242 | 1243 | 1280 | 1320 |
|               | 2013 | 2015 | 2016 | 2017 | 2018 | 2019 | 2020 | 2021 | 2022 |